# Salvatore Campanella
Salvatore Campanella (Catania, 28 ottobre 1969) è un ex lottatore italiano.

## Biografia
Nato nel 1969 a Catania, gareggiava nella lotta greco-romana, nei pesi mediomassimi (90 kg).
Ha iniziato a praticare la lotta a 10 anni.
A 22 anni ha partecipato ai Giochi olimpici di Barcellona 1992, nei 90 kg, ottenendo 2 vittorie e 2 sconfitte nel girone eliminatorio (le prime contro il bulgaro Ivajlo Jordanov al 2º incontro (3-2) e il greco Iordanis Konstantinidis al 3º (4-2), le seconde con lo statunitense Michial Foy al 1º incontro (1-5) e il turco Hakkı Başar (poi argento) al 4º (0-5)), non partecipando poi alla finale per il 7º posto contro il cubano Reynaldo Peña, terminando 8º.
Nel 1995 ha vinto la medaglia d'argento nei 90 kg ai Mondiali militari di Roma.
In carriera ha preso parte anche a 5 Mondiali (miglior piazzamento il 12º posto di Breslavia 1997) e 6 Europei (miglior piazzamento il 5º posto di Copenaghen 1992).